# 噗通噗通我的人生
《噗通噗通我的人生》（韓語：두근두근 내 인생），又譯《我的忐忑人生》，是一部由宋慧喬與姜棟元主演、李在容共同編劇與導演的韓國電影，該片改編自作家金愛爛同名暢銷小說。
2015年，該片在第17屆遠東電影節獲得觀眾獎第三名獎項。

## 劇情介紹
不成熟而笨拙的韓大洙（姜棟元飾）與美麗卻總是口出穢言的崔美娜（宋慧喬飾）在他們都還17歲時生下了一個兒子亞凜。隨後，亞凜被診斷出患有罕見基因缺陷疾病早年衰老症候群，以致於其身體持續快速提早成熟。
多年後，亞凜一轉眼就16歲了，但是，他的身體年齡卻已達80歲；意識到時間已剩不多，亞凜決定寫下關於他的父母認識相愛並生養他的歷程，以在他17歲生日時獻給他們作為禮物。

## 演員陣容
- 宋慧喬 飾 母親
- 姜棟元 飾 父親
- 趙聖穆 飾 兒子 亞凜
- 車銀優 飾 亞凜幻想中的自己
- 白一燮 飾 兒子的忘年朋友
- 李聖旻 飾 醫生
- 少女時代-太蒂徐 飾 少女時代-太蒂徐（客串）

## 外部連結
- 官方网站 
- 《噗通噗通我的人生》的Facebook專頁 
- 互联网电影数据库（IMDb）上《噗通噗通我的人生》的资料（英文）
- 《噗通噗通我的人生》在HanCinema的页面（英文）
- 《噗通噗通我的人生》在DAUM上的頁面
- 《噗通噗通我的人生》在MOVIST上的頁面
- 《噗通噗通我的人生》（页面存档备份，存于）在韓國電影數據庫上的頁面
- 蘋影話：《我的忐忑人生》 我沒有資格看這部電影（页面存档备份，存于）

## 相關
- 《家有傑克》，一部由羅賓·威廉斯主演的喜劇電影，述說一位維爾納綜合症患者的心路歷程
- 《Paa（英语：Paa）》，一部由阿彼錫·巴克罕、阿米塔布·巴沙坎及瑋焍婭·芭蘭主演、R·巴爾金（英语：R. Balki）導演的電影，述說一位政治家與其發育異常的兒子之間的互動歷程